# ストレイチー準男爵
ストレイチー準男爵（ストレイチーじゅんだんしゃく、Strachey Baronetcy）は、イングランドのサマーセット州にあるサットン・コート (Sutton Court) に由来する準男爵位。1801年6月15日に、政治家、官僚であったヘンリー・ストレイチーが準男爵となり、新設された。初代の曾孫にあたる第4代準男爵は、自由党の政治家であった。この第4代準男爵は、1911年11月3日にサマーセット州サットン・コートのストレイチー男爵 (Baron Strachie of Sutton Court in the County of Somerset)を叙爵し、連合王国貴族の一員となった。初代男爵は、後に財務省主計長官 (Paymaster General) を務めた。しかし、この男爵位は、初代の息子であった第2代男爵が1973年に死去したために断絶した。しかし、準男爵位については従兄弟が相続し、第6代準男爵となる可能性がある。この人物は、第3代準男爵の次男であったジョン・ストレイチー (John Strachey) の同名の息子ジョン・ストレイチー (John Strachey) の息子である。しかし、このストレイチーは準男爵の称号を使用していない。また、2007年の時点で、彼は自身の相続の有効性を証明できておらず、準男爵位の公式登録はなされていないため、この準男爵位は休眠状態にあるものと扱われている。

## ストレイチー家
ストレイチー家は、著名な活動をした人々を輩出している。初代準男爵の祖父ジョン・ストレイチー (John Strachey) は、著名な地質学者であり、その父ジョン・ストレイチー（John Strachey、? - 1674年）は、ジョン・ロックの友人であった。初代準男爵の次男エドワード・ストレイチー (Edward Strachey) は、ジョン・ストレイチー (John Strachey) や、サー・リチャード・ストレイチー中将らの父となり、さらに後者（リチャード）は、リットン・ストレイチー、ジェームズ・ストレイチー (James Strachey)、オリヴァー・ストレイチー (Oliver Strachey)、ドロシー・バッシー (Dorothy Bussy) らの父となった。上述の、第3代準男爵の次男であったジョン・ストレイチーは、著名なジャーナリストで、その同名の息子は、労働党の政治家となった。第3代準男爵のまた別の息子ヘンリー・ストレイチーは、画家で美術評論家でもあった。

## ストレイチー準男爵：1801年新設
- サー・ヘンリー・ストレイチー (初代準男爵) （1737年 – 1810年）
- サー・ヘンリー・ストレイチー (第2代準男爵) （1772年 – 1858年）
- サー・エドワード・ストレイチー (第3代準男爵) （1812年 – 1901年）
- サー・エドワード・ストレイチー (第4代準男爵) （1858年 – 1936年） - 1911年に「ストレイチー男爵」を叙爵

## ストレイチー男爵：1911年新設
- エドワード・ストレイチー (初代男爵) (1858年 – 1936年)
- エドワード・ストレイチー (第2代男爵) (1882年 – 1973年)

## ストレイチー準男爵：1801年新設：復旧
- チャールズ・ストレイチー - 第6代目相当（未認定）(1934年 - 2014年)
- ヘンリー・ストレイチー - 第7代目相当（未認定）（1947年 - ）